# أليكس ماركيث
أليكس ماركيث (بالإسبانية: Álex Márquez)‏ مواليد 23 أبريل 1996 في لاردة، إسبانيا، هو متسابق دراجات نارية إسباني وهو الأخ الأصغر للمتسابق مارك ماركيث.

## سباقات فاز بها
- جائزة اليابان الكبرى للدراجات النارية 2013

## البطولات
- بطولة العالم للموتو 3 2014

## روابط خارجية
- أليكس ماركيث على موقع MotoGP.com (الإنجليزية)
- أليكس ماركيث على موقع AS.com (الإسبانية)